# نمودار جعبه‌ای

نمودار جعبه‌ای برای توصیف داده آزمایش مایکلسون-مورلی.

در آمار توصیفی نمودار جعبه‌ای (به انگلیسی: Box plot) یا نمودار جعبه و خط (به انگلیسی: Box and whisker plot) نموداری است که برای توصیف پراکندگی داده به کار می‌رود. در این نمودار از جعبه‌ای برای نمایش فاصله بین چارک اول و سوم استفاده می‌شود و خطی در داخل جعبه میانه (چارک دوم) را مشخص می‌کند. خارج از جعبه حداقل و حداکثر مقدار داده را نیز مشخص می‌نمایند.
حداقل داده ها بدین ترتیب محاسبه می شود که از چارک اول 1.5 برابر دامنه میان چارکی (IQR) را کم می کنیم.
بیشترین داده را نیز با جمع زدن چارک سوم با 1.5 برابر دامنه میان چارکی به دست می آید.
گهگاه نمونه‌های خارج از محدوده نیز به صورت نقاطی نشان داده می‌شوند. هر چه این نمودار مایل به پایین محور باشد نشان از این است که داده های آماری بیشتر از اعداد کوچکتر یا پایین تر است.